# Leonardo Lemos Montanet
José Leonardo Lemos Montanet (Barallobre, Fene, 31 de mayo de 1953) es un eclesiástico español, actual obispo de la Diócesis de Orense.

## Biografía

### Primeros años y formación
Nació en la parroquia de Santiago de Barallobre (Diócesis de Santiago de Compostela) el 31 de mayo de 1953. Se trasladó a la edad de 9 años con su familia a Ferrol, donde hará los estudios hasta el bachillerato superior. Cursó COU en el Instituto Gelmírez de Santiago de Compostela al mismo tiempo que realizaba el propedéutico en el Seminario Mayor. Cursó sus Estudios Eclesiásticos y fue ordenado diácono en 1978. En ese mismo año, en septiembre, fue nombrado formador en el Seminario Menor Diocesano de la Asunción. Desde este momento, es socio de la Sociedad Sacerdotal de la Santa Cruz.

### Sacerdocio
Fue ordenado sacerdote el 19 de mayo de 1979 al servicio de la Archidiócesis de Santiago de Compostela por el arzobispo Mons. Ángel Suquía Goicoechea. 
Colaboró durante los fines de semana en la parroquia de Nuestra Señora de la Merced de Conxo (Santiago), hasta que en 1982 es enviado a Roma para ampliar estudios. Allí obtiene la licenciatura en Filosofía Teorética por la  Pontificia Universidad Gregoriana de Roma y las diplomaturas de Arqueología Sagrada, Archivística y Biblioteconomía. Más tarde, obtiene el doctorado en Filosofía por la Pontificia Universidad de Santo Tomás de Roma.
En el curso de 1985-1986 empezó su actividad docente como profesor de Filosofía en el Instituto Teológico Compostelano y en el Seminario Menor de la Asunción. Entre los años 1986 y 1988 ejerció de capellán de la Residencia Universitaria Cristo Rey en Santiago de Compostela y también ejercicio de profesor de religión en  el Chester College International School. Entre septiembre de 1988 hasta junio de 2001 fue formador en el Seminario Mayor de Santiago de Compostela, labor que compaginará como sacerdote adscrito de la parroquia San Fernando, desde 1987 hasta la actualidad. Más tarde, es nombrado director técnico del Seminario Menor Diocesano en 2001.
También desempeñó el cargo de vicedirector desde 2007 en el Instituto Teológico Compostelano, Facultad de Teología de la Universidad Pontificia de Salamanca. Entre 1993 y 2007 fue el director de la Biblioteca de Estudios Teolóxicos de Galicia. Desde 2006 fue director del Instituto Superior Compostelano de Ciencias Religiosas.
Mons. Julián Barrio Barrio (arzobispo de Santiago de Compostela) lo nombró en diciembre de 2003 canónigo de la Catedral de Santiago de Compostela, ocupando el cargo de canónigo-secretario capitular.

### Episcopado
Después de casi dos años sin obispo, el 16 de diciembre de 2011 la Santa Sede hizo público que el papa Benedicto XVI había nombrado a José Leonardo Lemos Montanet, obispo de Orense.
El 11 de febrero de 2012 fue ordenado obispo de manos de Mons. Julián Barrio Barrio (arzobispo de Santiago de Compostela) y como co-consagrantes Mons. Renzo Fratini (Nuncio Apostólico en España y Andorra) y a Mons. Luis Quinteiro Fiuza (obispo de Tuy-Vigo), en la Catedral de Orense; tomando posesión de la diócesis el mismo día.
En la Conferencia Episcopal Española, concretamente en la XCIX Asamblea Plenaria celebrada en abril de 2012 quedó adscrito como miembro de la Subcomisión Episcopal de Catequesis.
En noviembre de 2012, en la C Asamblea Plenaria, quedó adscrito en la Comisión Episcopal de Liturgia. 
El 13 de marzo de 2014, en la CIII Asamblea Plenaria de la Conferencia Episcopal Española, quedó adscrito de nuevo a la Comisión Episcopal de Liturgia y en la Comisión Episcopal de Seminarios y Universidades.
Desde marzo de 2020 es presidente de la Comisión Episcopal para la Liturgia de la Conferencia Episcopal Española. Además es miembro de la Comisión Permanente de la CEE. Por nombramiento de la 462.ª Reunión de la Comisión Ejecutiva, 7 de julio de 2021, es Delegado de la Conferencia Episcopal Española para los Congresos Eucarísticos Internacionales.